# Richie Scarlet
Richie Scarlet, född 4 juli 1955, är en amerikansk gitarrist och låtskrivare.
Han är bland annat känd för att ha varit medlem i Ace Frehleys band Frehley's Comet. Därtill producerade han Frehleys album Loaded Deck och 12 Picks. Några av hans låtar är "Breakout", "Shoot Full of Rock", "Lost in Limbo" och "2 Young 2 Die".